# Raïon d'Atiachevo
Le raïon d'Atiachevo (en russe : Атя́шевский райо́н, en erzya:Отяжбуе, Otäžbuje, en moksha: Атяшевань аймак, Atäševań ajmak) est un raïon de la république de Mordovie, en Russie.

## Géographie
D'une superficie de 1 095,8 km2, le raïon d'Atiachevo est situé à l'est de la république de Mordovie.
Son centre administratif est Atiachevo.
Le raïon d'Atiachevo borde le raïon de Doubenki au sud, le raïon d'Itchalkov à l'ouest, le raïon de Tchamzinka au sud-ouest et le raïon d'Ardatov au nord , et l'oblast d'Oulianovsk à l'est.
Le district est situé dans la zone de steppe forestière des hauts plateaux de la Volga .
Les rivières les plus importantes sont la Nouïa et la Bolchaïa Sarka. Les minéraux comprennent l'argile et le sable.
Le raïon comprend sept établissements ruraux : Alovo, Atiachevo, Bolchie Manadychi, Kirjemany, Kozlovka et Sabantcheïevo qui comprennent chacun plusieurs villages et hameaux.
Les habitants sont principalement des Erzyas et des Russes.
Le raïon est traversé par une voie ferrée et une route menant de Saransk à Ardatov.

## Économie
L'activité principale est l'agriculture, spécialisée dans la culture des céréales et de la betterave sucrière.
L'agglomération d'Atiachevo abrite des entreprises industrielles dont la plus grande est l'usine de transformation de viande Atiachevsky.

## Démographie
La population du raïon d'Atiachevo a évolué comme suit:
| 1970   | 1979   | 1989   | 2002   | 2009   |
| ------ | ------ | ------ | ------ | ------ |
| 38 868 | 32 811 | 27 437 | 22 889 | 19 923 |

| 2011   | 2015   | 2020   | - | - |
| ------ | ------ | ------ | - | - |
| 20 016 | 18 311 | 16 484 | - | - |

## Galerie

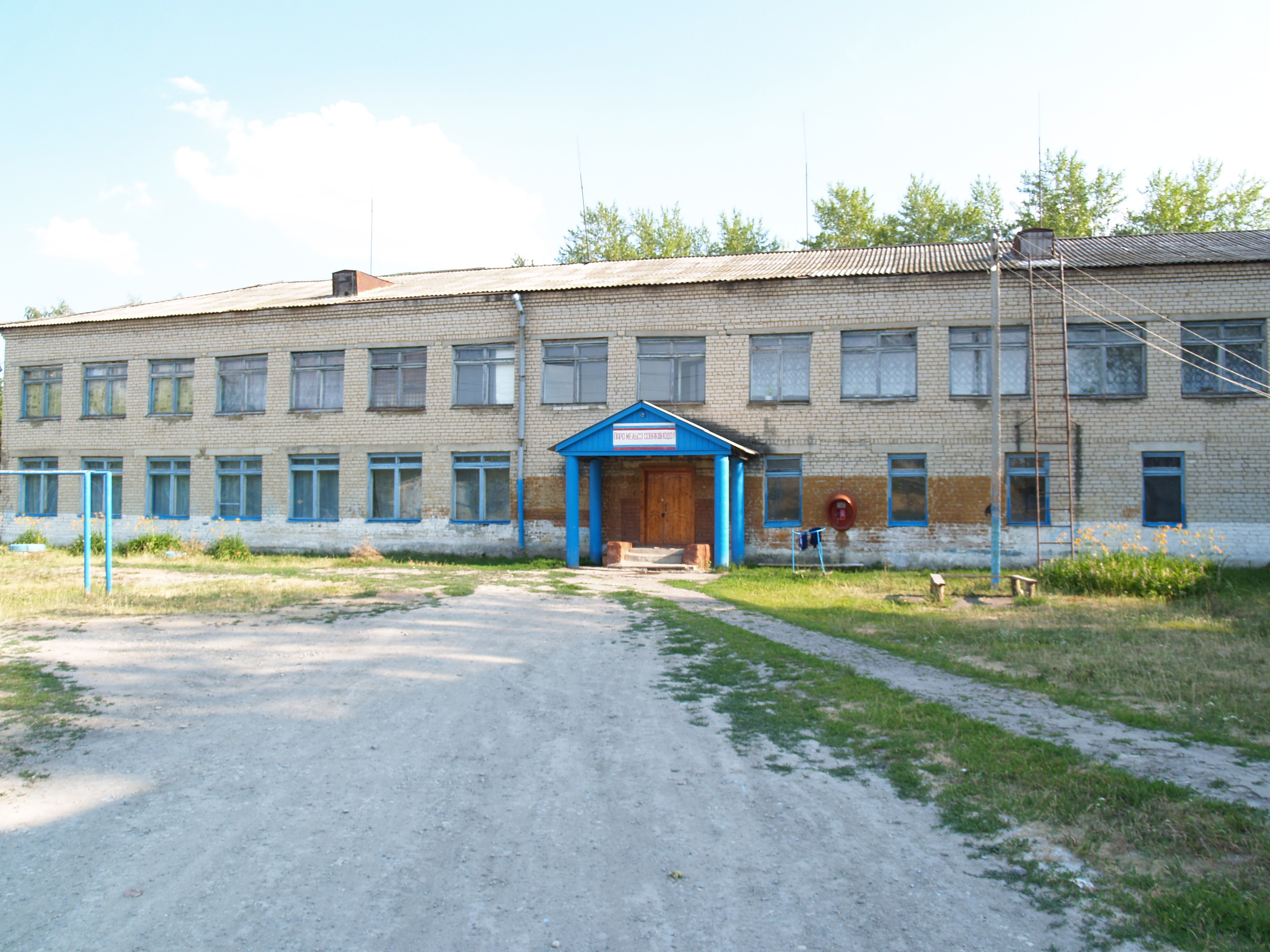
Ecole de Sabantcheïevo.
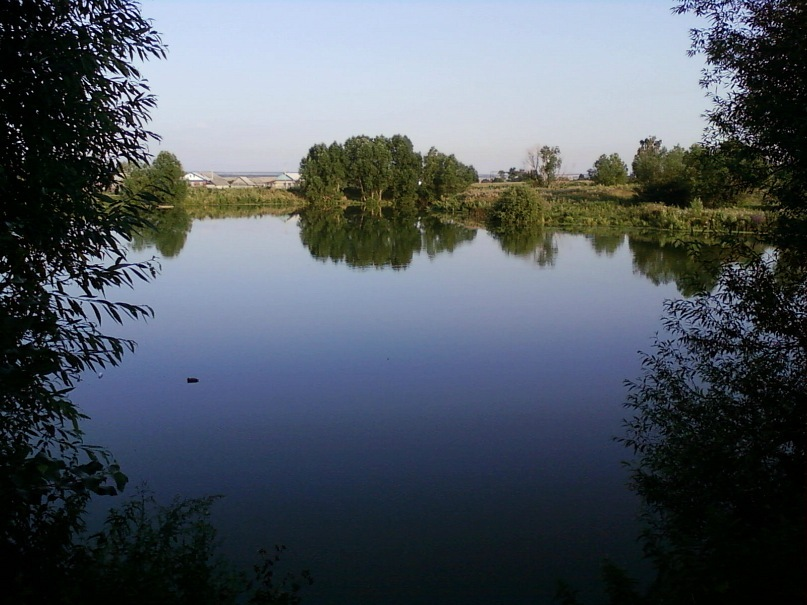
Rivière Kerzaleïka au village de Tchelpanovo.
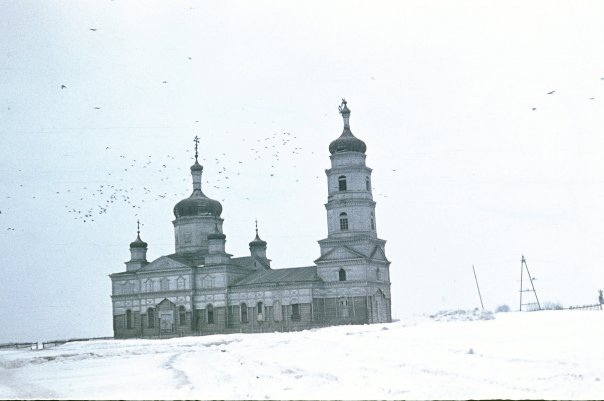
Église du village de Tchelpanovo.
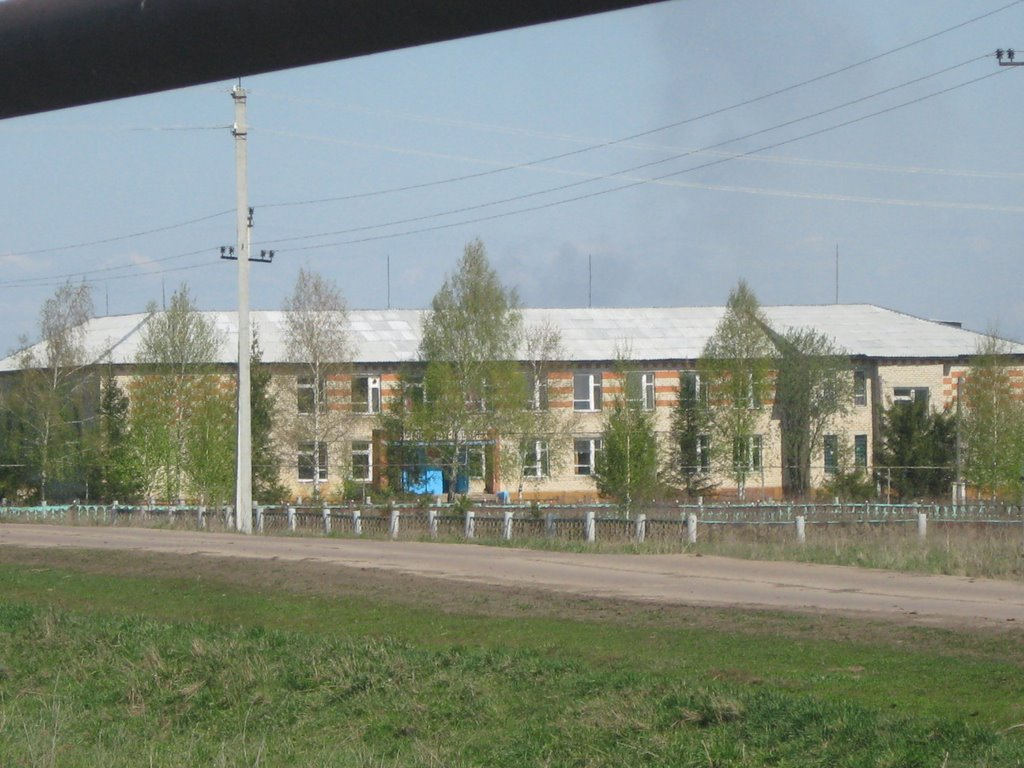
École de Tchelpanovo.